# Magnus Adlercreutz
Axel Magnus Adlercreutz, född den 7 oktober 1868 i Stockholm, död den 24 maj 1923, var en svensk militär. Han var son till landshövding Axel Adlercreutz och grevinnan Hedvig Lewenhaupt.
Adlercreutz blev underlöjtnant vid fortifikationen 1888, vid Västmanlands regemente 1889, löjtnant vid generalstaben 1898, kapten där 1900, vid Västgöta regemente 1903, major vid Hallands regemente 1913, överstelöjtnant och tillförordnad chef för Gotlands infanteriregemente 1917 samt överste och chef för Västmanlands regemente 1918. Han var tecknare i diverse skämttidningar. Adlercreutz utgav Krigare och hofmän (1905). Adlercreutz är representerad vid bland annat Nationalmuseum. Han är begraven på Östra kyrkogården i Västerås.

## Utmärkelser
- Riddare av Svärdsorden, 6 juni 1909.[6]
- Kommendör av Svärdsorden, 25 november 1922.[6]